# KV64
KV 64 est le nom donné au dernier hypogée (tombeau souterrain) découvert dans la vallée des Rois. C'est un puits funéraire donnant sur une seule pièce d'environ 3 × 2,5 m.

## Découverte de 2012
Une équipe d'archéologues suisses de l'université de Bâle, dirigée par Susanne Bickel et Elena Grothe, annonce le 15 janvier 2012 avoir découvert la tombe d'une chanteuse d'Amon-Rê nommée Nehmès Bastet, dans la vallée des Rois. La chanteuse officiait au grand temple d'Amon de Karnak.
La mission a fait cette découverte par hasard lors de travaux de nettoyage des bas-côtés du chemin menant à la tombe de Thoutmôsis III. 
Le nettoyage systématique du sol avait permis en 2011 d'annoncer le dégagement d'une cavité inconnue, contiguë à la tombe KV40, numérotée « provisoirement » KV40b. 
Il s'agit de la tombe d'une chanteuse d'Amon du temple de Karnak ayant vécu durant la XXIIe dynastie. La tombe en elle-même est petite avec un puits menant à un petit corridor débouchant dans une unique pièce d'environ 2,5 × 3 m.
Le cercueil serait intact ainsi que des objets dont une stèle peinte en bois, représentant la défunte en adoration devant le dieu Rê. 
À l'époque de Nehmès Bastet, la vallée des Rois n'est plus utilisée pour enterrer la famille royale et la plupart des caveaux qu'elle abritait ont été pillés depuis longtemps. La tombe utilisée par la chanteuse d'Amon n'a d'ailleurs pas échappé à ce pillage en règle.
Cette découverte est importante car elle montre que la vallée des Rois était aussi utilisée pour enterrer des personnes ordinaires et des prêtres. Cependant, ce n'est pas la première fois que l'on découvre des femmes d'ascendance non royale de la XXIIe dynastie dans la vallée des Rois (fouilles Loret et Carter).

## Chronologie de l'occupation de KV64

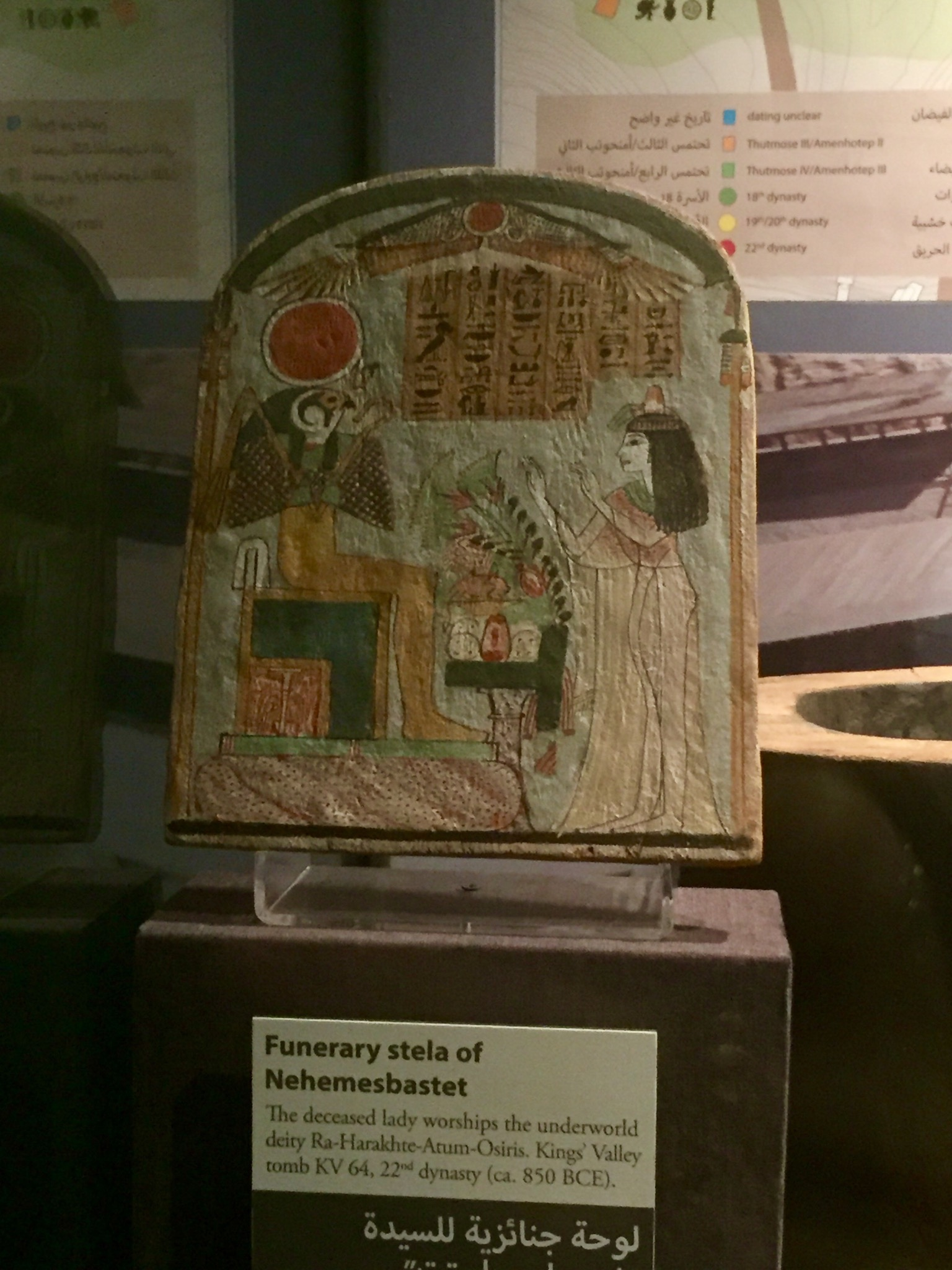
Stèle découverte dans la tombe KV64 représentant la défunte Nehemes-Bastet en adoration devant Rê (Musée de Louxor).

La tombe a été initialement creusée pour une personne de sexe féminin dont la momie a été découverte sous l'amoncellement de débris sur lesquels le sarcophage de Nehmès Bastet avait été déposé. Il peut s'agir d'une princesse mais pas d'une reine qui aurait bénéficié d'un plus grand caveau.
Lors de la domination des prêtres d'Amon qui règnent sur la Haute-Égypte lors de la Troisième Période intermédiaire, ceux-ci ont dévalisé des tombes de la vallée des Rois pour récupérer leurs trésors. Ils ont regroupé les momies royales dans des cachettes (en particulier dans la tombe thébaine TT320, connue également sous le nom de DB320, située à Deir el-Bahari), laissant sur place celles qui n'étaient pas de pharaons ou épouses. On a ainsi retrouvé près de la momie, partiellement dépourvue de ses bandelettes, des débris provenant de la tombe voisine.
Lors de l'inhumation postérieure de Nehmès Bastet, le corps de la précédente occupante a été recouvert d'une couche de pierres afin d'y déposer le sarcophage.

## Autres utilisations du nom KV 64
La mise au jour d'une nouvelle tombe dans la vallée des Rois était annoncée depuis longtemps et basée soit sur les indices collectés sur le terrain lors de fouilles récentes, notamment à la suite de la découverte de la KV63 en 2006, soit par des études du terrain plus anciennes produisant des hypothèses de recherche qui méritent d'être vérifiées sur place.

### Hypothèse de Reeves
Depuis la mi-août 2006 la vallée des Rois faisait l'objet d'une nouvelle polémique. Selon un archéologue britannique, Carl Nicholas Reeves, la vallée abriterait un nouveau tombeau qui n'aurait pas encore été mis au jour. 
Reeves s'appuie sur une étude radar menée en l'an 2000 dans le cadre du Projet Amarna Royal Tombs. Ces données radar lui auraient permis de repérer cette nouvelle tombe qu'il baptise KV64, proche de celle de Toutânkhamon la KV62, ainsi que de la tombe KV63 dont il revendique d'ailleurs la découverte depuis le 28 février 2006. 
Reeves affirme que son équipe avait déjà repéré la tombe KV63 lors de l'étude radar en 2000, il indique  : 
« En raison du puissant intérêt suscité par KV63, j'ai conclu que la meilleure option était non seulement de révéler l'existence apparente de cette deuxième tombe (KV64), mais aussi son exacte localisation. »
Il affirme par ailleurs que « son but n'est pas de revendiquer un prix », mais « d'alerter le monde sur le potentiel immense restant dans la vallée des Rois, en dépit de deux siècles de graves abus archéologiques ».

Il poursuit : 
« Les lectures radar produites par notre équipement étaient uniformément fortes et impressionnantes, encore plus que les données qui en 2000 ont alerté ARTP de l'existence de KV63. »
 Des analyses faites par Hirokatsu Watanabe, spécialiste en radar, confirment qu'il semble presque certain que les nouvelles données identifient la présence d'un autre tombeau à une profondeur assez importante. 
Ce tombeau pourrait s'avérer être une trouvaille de plus grande importance que KV62 (Toutânkhamon) et KV63. Reeves pense qu'il est susceptible d'abriter un autre enterrement de la période amarnienne. Mais il précise que son existence est à ce stade loin d’être avérée car aucune fouille n’a été entreprise. 
Il est clair que le radar de l’ARTP a indiqué un vide dont l’explication dans une nécropole ne peut être qu'une tombe. Il pense que la tombe, devrait être antérieure à la tombe de Toutânkhamon. Qu'elle pourrait être le lieu d’inhumation d’une ou plusieurs reines d'Amenhotep IV/Akhenaton, peut-être la tombe de Néfertiti elle-même. 

François Tonic, rédacteur en chef de Toutankhamon magazine, qui avait réalisé une interview de l'archéologue dit : 
« Son annonce ne s'appuie pas sur une découverte, mais sur une supputation établie à partir d'analyses radar. Lesquelles montrent qu'il y a une anomalie dans le sol, assez profondément enfouie, qui pourrait correspondre à une tombe ou une cachette. On connaît très mal la vallée des Rois. Elle abrite en majorité des petits tombeaux et leurs fouilles n'ont jamais été faites entièrement. »
Le problème est que Zahi Hawass, l'ex-patron du Conseil suprême des Antiquités égyptiennes, refusait de reconnaître la trouvaille.

Selon lui : 
« Tout le monde peut raconter ce qu'il veut. M. Reeves s'est déjà livré dans le passé à ce genre de spéculations et cherche à attirer l'attention sur lui. »
Les relations entre Reeves et Hawass sont devenues tendues depuis que Reeves dirigeait en 1998 dans la vallée des Rois un vaste projet d'études géophysiques, le « Projet Amarna Royal Tombs ». Son permis a été révoqué en 2002 après une accusation infondée d'implication dans un trafic d'antiquités. 
Bien qu'innocenté, il n'a toutefois jamais obtenu du Conseil des antiquités le droit de reprendre ses recherches. Reeves est pourtant largement reconnu dans la profession comme un spécialiste de la vallée des Rois et de la période dite amarnienne. 
Une mission égyptienne fouille actuellement près de la tombe de Mérenptah (KV8), pour valider (ou non) l'hypothèse de Reeves.
De son côté Zahi Hawass qui entreprend alors de nouvelles prospections dans la nécropole se met lui-même à la recherche de la KV64 selon ses propres recherches.
Depuis, la révolution de 2011 a mis en veille les polémiques et les fouilles qui se poursuivent ont réglé la question avec la découverte récente de l'université de Bâle et quoi qu'il en soit la prochaine tombe qui sera découverte dans la vallée se nommera désormais KV65.